# Martin 2-0-2
Мартін 2-0-2 був авіалайнером, представленим у 1947 році. Подвійний поршневий літак був розроблений і побудований компанією Гленна Л. Мартіна.

## Дизайн і розробка
Гленн Л. Мартін, президент компанії, мав намір, щоб модель 2-0-2 стала заміною Douglas DC-3. Він також був відомий як "Martin Executive".
Перший політ моделі відбувся в листопаді 1946 року. Повну цивільну сертифікацію було отримано в серпні 1947 року, за кілька місяців до конкуруючих типів літаків. Загальний випуск 2-0-2s і 2-0-2As становив 47 літаків.
Літак не був герметичний, але вважався далекомагістральним. Смертельна катастрофа рейсу 421 авіакомпанії Northwest Airlines у 1948 році виявила серйозну структурну проблему в крилах. Проблемою основного лонжерона крила була втома структурного металу . Використовувався сплав 7075 -Т6, який схильний до корозійного розтріскування і має низьку в'язкість. Авіалайнер зупинили і внесли доопрацювання. Компоненти крила були перероблені, а двигуни замінені. Змінений тип отримав позначення Martin 2-0-2A.

## Операційна історія

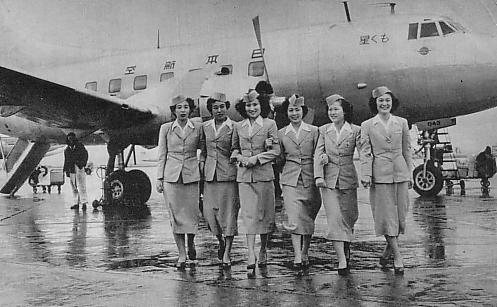
Japan Airlines Martin 2-0-2 "Mokusei" (1951)

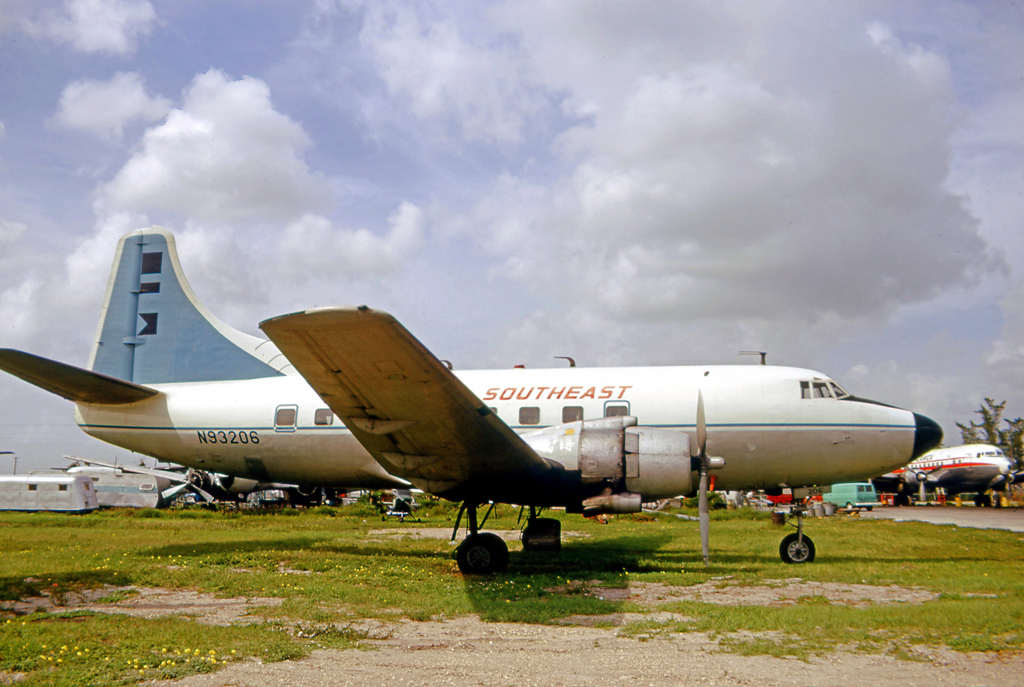
Колишній TWA Мартін 2-0-2A Southeast Airlines (Флорида) у Маямі в 1970 році

13 листопада 1945 року авіакомпанія Pennsylvania Central Airlines придбала флот із 35 літаків Martin 2-0-2 у компанії Glenn Martin за 7 000 000 доларів. Через два тижні авіакомпанія Colonial Airlines оголосила про закупівлю 20 літаків за 4 000 000 доларів, поставка яких запланована на 1947 рік. На початку наступного року Мартін оголосив, що Pennsylvania Central Airlines замовила ще 15 літаків 2-0-2, довівши загальну кількість замовлених літаків на початку січня 1947 року до 137 літаків, вартістю продажів 27 000 000 доларів. Незважаючи на оголошення про ці великі замовлення, умови контракту дозволяли авіакомпаніям скасувати їх без штрафних санкцій. 2-0-2 був без тиску, на відміну від конкуруючого Convair 240. Тому, оскільки затримки у виробництві накопичилися, усі авіакомпанії, крім Northwest, TWA, LAN і LAV, скасували свої замовлення, і лише 31 2-0-2 та 12 2-0-2A було фактично доставлено авіакомпаніям. Перший регулярний рейс відбувся 13 жовтня 1947 року на північному заході між Міннеаполісом і Чикаго.
2-0-2 був першим літаком, який піддався новим на той час «прискореним експлуатаційним випробуванням» CAA, запровадженим 15 травня 1947 року. У цьому випробуванні авіалайнер мав пройти суворе 150-годинне випробування, намагаючись втиснути один рік служби в тиждень до 10 днів польоту. 2-0-2 зробив такий тест, відвідавши близько 50 міст за 7 днів. У кожному місті були проведені комплексні перевірки систем літака, щоб оцінити ступінь їх зношення або несправності.
TWA і Northwest, початкові клієнти 2-0-2, зрештою продали свої авіакомпаніям California Central і Pioneer Airlines. Пізніше Allegheny Airlines придбала багато літаків 2-0-2 в рамках планів розширення компанії, починаючи з 1 червня 1955 року. Згодом вони придбали загалом 18 літаків.

Цей авіалайнер згодом був розроблений у Martin 4-0-4, який був більш успішним.